# Rüdiger Wilhelmi
Rüdiger Wilhelmi (* 1968 in Münster) ist ein deutscher Jurist und Hochschullehrer an der Universität Konstanz.

## Leben
Wilhelmi studierte nach seinem Abitur in Hannover Rechtswissenschaften an den Universitäten Tübingen und Leiden. Nach dem Ersten Juristischen Staatsexamen in Tübingen arbeitete er dort zunächst als wissenschaftlicher Mitarbeiter von Harm Peter Westermann, bevor er am Kammergericht sein Referendariat absolvierte und 2000 in Berlin sein Zweites Staatsexamen ablegte. Ein Jahr später promovierte Wilhelmi in Tübingen bei Westermann zum Doktor der Rechte. 
Von 2000 bis 2002 arbeitete Wilhelmi zunächst als Syndikusanwalt in München, bevor er als wissenschaftlicher Assistent an den Tübinger Lehrstuhl von Westermann zurückkehrte, um sich seiner Habilitation zu widmen. Nach Westermanns Emeritierung 2006 wechselte Wilhelmi an den Lehrstuhl von Gottfried Schiemann und vollendete dort 2007 seine Habilitation. Damit erhielt er die Venia legendi für die Fächer Bürgerliches Recht, Handels- und Gesellschaftsrecht, Wirtschaftsrecht und Rechtsvergleichung. 
Es folgten Lehrstuhlvertretungen an den Universitäten München, Hannover, Bielefeld und Trier. Seit 2010 hat Wilhelmi an der Universität Konstanz den Lehrstuhl für Bürgerliches Recht, Handels-, Gesellschafts- und Wirtschaftsrecht sowie Rechtsvergleichung inne.

## Veröffentlichungen (Auswahl)
- Der Grundsatz der Kapitalerhaltung im System des GmbH‐Rechts: eine Untersuchung anhand des Auszahlungsverbots des § 30 I GmbHG. Nomos, Baden-Baden 2001, ISBN 978-3-7890-7450-9 (Dissertation).
- Risikoschutz durch Privatrecht – Eine Untersuchung zur negatorischen und deliktischen Haftung unter besonderer Berücksichtigung von Umweltschäden. Mohr Siebeck, Tübingen 2009, ISBN 978-3-16-149746-9 (Habilitationsschrift).